# РоПС
«Рованіемен Паллосеура» (фін. Rovaniemen Palloseura), більш відомий як РоПС — фінський футбольний клуб з міста Рованіемі, з заснований в 1950 році. Домашні матчі команда проводить на стадіоні «Рованіемен», що вміщає 2800 глядачів.

## Історія
Футбольний клуб РоПС був заснований в 1950 році. Найвище досягнення в чемпіонатах Фінляндії — 2-е місце в 2015 році. Переможець Кубку Фінляндії (1986, 2013). Найвище досягнення в єврокубках — чвертьфіналіст Кубка кубків (1987/1988).

## Досягнення
- Вейккаусліга
  -  Срібний призер (2): 2015, 2018
  -  Бронзовий призер (2): 1988, 1989

- Юккенен
  -  Переможець (2): 2010, 2012

- Кубок Фінляндії
  -  Володар (2): 1986, 2013
  -  Фіналіст (2): 1962, 1993

- Кубок Ліги
  -  Фіналіст (1): 1996

- Чвертьфіналіст Кубка кубків: 1987/88

## Виступи в єврокубках
| Сезон   | Змагання               | Раунд | Клуб          | Вдома | На виїзді | В сукупності |  |
| ------- | ---------------------- | ----- | ------------- | ----- | --------- | ------------ |  |
| 1987–88 | Кубок володарів кубків | 1Р    | Гленторан     | 0–0   | 1–1       | 1–1(г)       |  |
| 1987–88 | Кубок володарів кубків | 2Р    | Влазнія       | 1–0   | 1–0       | 2–0          |  |
| 1987–88 | Кубок володарів кубків | 1/4   | Марсель       | 0–1   | 0–3       | 0–4          |  |
| 1989–90 | Кубок УЄФА             | 1Р    | ГКС           | 1–1   | 1–0       | 2–1          |  |
| 1989–90 | Кубок УЄФА             | 2Р    | Осер          | 0–5   | 0–3       | 0–8          |  |
| 1990–91 | Кубок УЄФА             | 1Р    | Магдебург     | 0–1   | 0–0       | 0–1          |  |
| 2014–15 | Ліга Європи            | 2К    | Астерас       | 1–1   | 2–4       | 3–5          |  |
| 2016–17 | Ліга Європи            | 1К    | Шемрок Роверс | 1–1   | 2–0       | 3–1          |  |
| 2016–17 | Ліга Європи            | 2К    | Локомотива    | 1–1   | 0–3       | 1–4          |  |
| 2019–20 | Ліга Європи            | 1К    | Абердин       | 1–2   | 1–2       | 2–4          |  |

Примітки
- 1Р: Перший раунд
- 2Р: Другий раунд
- 1К: Перший кваліфікаційний раунд
- 2К: Другий кваліфікаційний раунд
- 1/4: Чверть-фінал